# Harrys Insel
Harrys Insel ist ein 90-minütiger Fernsehfilm der ARD Degeto, dessen Premiere am 1. Dezember 2017 um 20:15 im Ersten erfolgte.

## Handlung
Der Deutsche Harry Stockowski wird aus dem Gefängnis entlassen und reist nach Nova Scotia, Kanada, wo ihm eine kleine Insel gehört. Auf dieser angekommen, trifft er die resolute Susan Bennett, die auf der Insel lebt und Harrys Besitzansprüche nicht anerkennt. Sie behauptet, die Insel einige Monate zuvor von der Gemeinde ersteigert zu haben.
Bei einem Besuch auf dem Festland findet Harry heraus, dass Susan aus einem Seniorenheim geflüchtet ist und von ihrem Sohn gesucht wird. Er verrät nicht, dass sie sich auf seiner Insel aufhält. Zurück auf der Insel findet er Susan hilflos auf und verabreicht ihr ihre Medikamente. Susan leidet an ALS und ist abhängig von Morphium. Sie baut auf der Insel Cannabis gegen ihre Schmerzen an. Langsam fassen die beiden Senioren Vertrauen zueinander. 
Susan leidet darunter, dass ihr Ehemann einst an plötzlichem Herztot starb, ohne dass sie von ihm Abschied nehmen konnte. Harry vertraut Susan an, dass er im Gefängnis saß, weil er seiner todkranken Ehefrau Sterbehilfe geleistet hatte. 
Durch Susans Sohn erfährt Harry, dass die Insel tatsächlich zwangsversteigert wurde, weil Harry es versäumt hatte, die Grundsteuern zu zahlen. Susans Sohn bringt seine Mutter zwangsweise ins Seniorenheim zurück. Mit Hilfe von Susans Enkelin befreit er Susan aus dem Heim. Susan kann ihren Sohn schließlich überreden, dass sie mit Harry auf die Insel zurückkehren kann.

## Rezeption

### Kritik
Rainer Tittelbach vergibt 4 von 6 Sternen und urteilt: „Auch wenn es die Konstellation der Geschichte von vornherein nahelegt, dass sich hier zwei mit derselben Sehnsucht nach Selbstbestimmung finden werden – es sind vor allem die dramatischen Szenen, die die Abenteuer-Tragikomödie ‚Harrys Insel‘ sehenswert macht. Beginnt der Film als verkappte Screwball Comedy in der Wildnis, bekommt er bald einen unerwarteten Tiefgang und dank seines spielfreudigen Duos ernsthaft berührende Momente“.
„Turbulent-melancholische (Fernseh-)Komödie, ganz auf die beiden Hauptdarsteller zugeschnitten, die der eher schlichten Handlung glaubhafte Zwischentöne verleihen“ meinen die Kritiker von filmdienst.de, und TV Spielfilm vergibt einen Daumen nach oben.

### Einschaltquoten
Die Erstausstrahlung von Harrys Insel am 1. Dezember 2017 wurde in Deutschland von 4,28 Millionen Zuschauern gesehen und erreichte einen Marktanteil von 14,8 % für Das Erste.